# الحزب السوري القومي الاجتماعي في لبنان
الحزب السوري القومي الاجتماعي في لبنان هو حزب سياسي قومي علماني يعمل في لبنان وهو فرع من الحزب السوري القومي الاجتماعي. يدعو إلى ضم لبنان إلى دولة سوريا الكبرى تمتد على الهلال الخصيب.
تأسس في بيروت في عام 1932 كحزب تحرر قومي معادي للاستعمار الفرنسي ولعب الحزب دورا هاما في السياسة اللبنانية وشارك في محاولة الانقلابات في عامي 1949 و1961 وبعد ذلك قُمِّع بشكل كامل. نشط في المقاومة ضد الغزو الإسرائيلي للبنان من عام 1982 إلى عام 2000 مع استمرار دعم الوجود السوري في لبنان.

## التأسيس والسنوات الأولى
تأسس الحزب في لبنان من قبل أنطون سعادة الفيلسوف القومي السوري من مدينة ضهور الشوير. هاجر إلى البرازيل في عام 1919 وشارك في كل من الصحافة باللغة العربية والنشاط القومي السوري. عاد إلى لبنان في عام 1930 حيث كان صحفي ومعلم لغة ألمانية في الجامعة الأميركية في بيروت.
في نوفمبر 1932 أسس سرا النواة الأولى للحزب القومي الاجتماعي السوري الذي كان يعمل تحت الأرض خلال السنوات الثلاث الأولى من وجوده. في عام 1933 بدأ في نشر مجلة شهرية تسمى المجلة التي تم توزيعها في الجامعة الأميركية في بيروت. إن المقالات المكتوبة في تلك المجلة والخطب التي أدلى بها سعادة عززت الأساس الأيديولوجي للحزب وساهمت في شعبيته.
أدى عداء المجلة المفتوح للاستعمار إلى حبسه ستة أشهر في السجن لإنشاء حزب سري في عام 1936. اتهم أيضا في المحاكمة بأنه كان على اتصال مع الحركات الفاشية في ألمانيا وإيطاليا ولكن تم إسقاط التهمة كما وجهت رسالة من ألمانيا تنكر أي علاقات معه. خلال أشهره في السجن وضع سعادة الأسس الإيديولوجية النهائية للحزب في سفر الأمم.
هاجر سعادة مرة أخرى إلى البرازيل في عام 1938 ثم إلى الأرجنتين ليعود بعدها إلى لبنان في عام 1947 بعد استقلال البلاد عن الفرنسيين في عام 1943. بحلول ذلك الوقت نمت شبكة أمن الدولة بشكل كبير واشتبك في مناسبات عديدة مع منافسه الأيديولوجي الأساسي حزب الكتائب اللبنانية الذي التزم بمفهوم لبنان في حدوده الفرنسية.

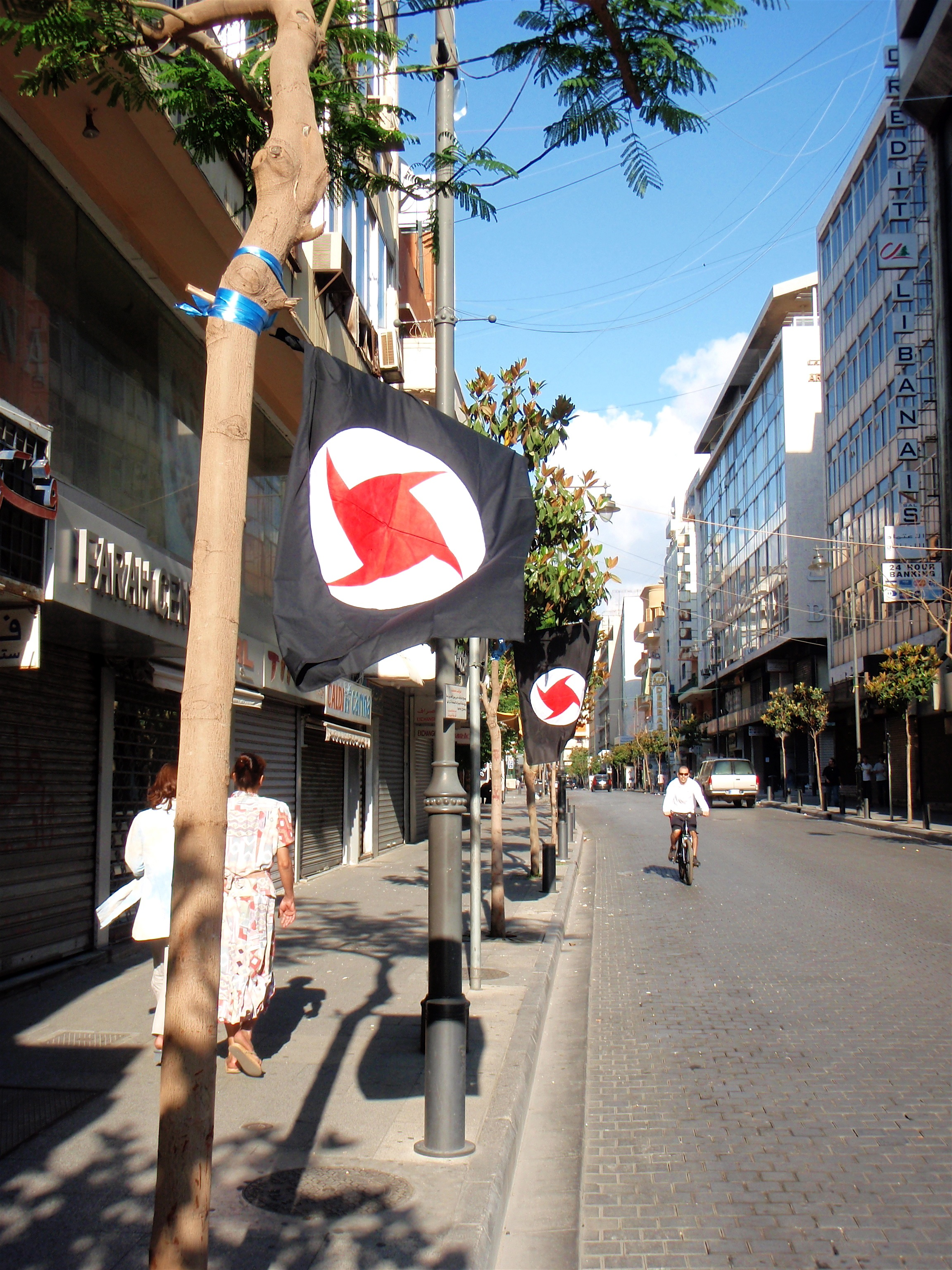
أعلام الحزب القومي الاجتماعي السوري في بيروت يوم 9 مايو خلال نزاع عام 2008 في لبنان.

رفضت شبكة الأمان الاجتماعي هذه الحالة من لبنان على أساس أن الحدود التي تحدد الدول التي تم إنشاؤها حديثا كانت وهمية ناتجة عن الاستعمار ولا تعكس أي حقائق تاريخية واجتماعية. ادعى الحزب أن سوريا الكبرى كما حددها سعادة تمثل المثل الأعلى الوطني الذي يشمل الشعب التاريخي لبلاد الرافدين والهلال الخصيب، الذي يقترن بجغرافيا محددة بوضوح ومسار تاريخي واجتماعي وثقافي مشترك. طرف ثالث بالإضافة إلى ذلك ومع بداية الصراع العربي الإسرائيلي في عام 1948 قام سعادة باتخاذ موقف متطرف معادي للصهيونية بإعلانه أن «نضالنا مع العدو ليس صراعا من أجل الحدود بل من أجل الوجود».
في 4 يوليو 1949 بعد عام من إعلان إقامة دولة إسرائيل والنكبة واستجابة لسلسلة من الاعتداءات التي ارتكبتها الحكومة المركزية التي تدعمها الكتائب حاولت شبكة الأمان الاجتماعي ثورتها الأولى. بعد حملة عنيفة شنتها القوات الحكومية سافر سعادة إلى دمشق للاجتماع مع حسني الزعيم في محاولة للحصول على دعمه على الرغم من تسليمه للسلطات اللبنانية وتم إعدامه في 8 يوليو 1949.

## من المواجهة إلى التسوية: 1950-1960
بعد إعدام سعادة وإلقاء القبض على قادتها الرفيعي المستوى ظل الحزب تحت الأرض حتى بدأ في الظهور من جديد بالأحداث التي وقعت خلال الفترة من 1950 إلى 1960. مع اندلاع الحرب الباردة وصعود التأثيرات الماركسية والشيوعية التي يدعمها الاتحاد السوفيتي وجد الحزب السوري القومي الاجتماعي نفسه يواجه خصما إيديولوجيا جديدا خاصة أن معظم الحركات اليسارية في الشرق الأوسط انتشرت حول جمال عبد الناصر والقومية العربية. تبع ذلك اشتباك أيديولوجي حيث دافع ناصر ومعظم المنظمات اليسارية في العالم العربي عن القومية العربية واحتفظ الحزب السوري القومي الاجتماعي بالتزامها بالقومية السورية.
اعترض الحزب على إعلان الجمهورية العربية المتحدة بين مصر وسوريا وأثناء أزمة لبنان 1958 التقى أعضاء الحزب مع الحكومة والرئيس آنذاك كميل شمعون وقرروا محاربة المتمردين القوميين العرب في شمال لبنان وفي جبل لبنان. تم تشريع الحزب لاحقا.

## الانقلاب الثاني والقمع: 1961-1975
في عام 1961 تحت حكم الجنرال فؤاد شهاب قام الحزب بمحاولة انقلاب فاشلة في لبنان مما أدى إلى تجدد محاكمته وسجن العديد من قادته.

## الحرب الأهلية اللبنانية: 1975-1990
مع اندلاع الحرب الأهلية اللبنانية في عام 1975 قاتلت ميليشيات الحزب السوري القومي الاجتماعي جنبا إلى جنب مع القوى القومية واليسارية المتحالفة في الحركة الوطنية اللبنانية ضد الكتائب وحلفائها اليمينيين من الجبهة اللبنانية. اعتبر الحزب السوري القومي الاجتماعي أن الحرب الأهلية اللبنانية هي نتيجة حتمية لانقسامات الأمة السورية إلى دول صغيرة مثل لبنان لصالح القادة الإقطاعيين الذين من شأنه أن يزيد من تفتيت الأمة إلى طرود طائفية ويتحولون بعيدا عن حرب التحرير ضد إسرائيل التي يعتبرها الحزب السوري القومي الاجتماعي حيوية لتحرير فلسطين واستصلاحها ومن ثم عرفت في لهجة الحزب السوري القومي الاجتماعي بأنها «الجنوب المحتل من سوريا الكبرى». وجد الحزب أن حلفائه الطبيعيين هم المقاتلين الفلسطينيين ولا سيما حركة فتح والجبهة الشعبية لتحرير فلسطين بالإضافة إلى أعدائها المريرين السابقين: الحركات القومية العربية اليسارية وحزب البعث السوري والشيوعيين.
بعد الغزو الإسرائيلي للبنان في عام 1982 وما أعقبه من تجدد للقوات اليسارية أعادت عدد من المنظمات اليسارية تجميع صفوفها للمشاركة في مقاومة الاحتلال الإسرائيلي. جنبا إلى جنب مع الحزب الشيوعي اللبناني ومنظمة العمل الشيوعي في لبنان وبعض الجماعات اليسارية الأصغر لعب الحزب السوري القومي الاجتماعي دورا بارزا في هذا. كان من أبرز الشرر للمقاومة مقتل جنديين إسرائيليين في مقهى الويمبي في وسط شارع حمراء غرب بيروت من قبل عضو الحزب خالد علوان. يواصل الحزب الاحتفال بهذا التاريخ. وجه مكتب التحقيقات الفيدرالي اللوم عليهم لاغتيال بشير الجميل في عام 1982 الرئيس اللبناني المنتخب آنذاك المدعوم من قبل الإسرائيليين الغازيين المحاصرين لبيروت.
في عام 1983 انضم الحزب إلى جبهة المقاومة الوطنية اللبنانية التي أقيمت لمعارضة اتفاق 17 مايو الفاشل مع إسرائيل الذي وقع عليه أخيه الجميل وخليفته أمين الجميل. بعض أعضاء الحزب كانوا على استعداد للتضحية بحياتهم من خلال الهجمات الانتحارية للمقاومة ضد إسرائيل أولها في عام 1985. اعتبرت إحدى عضوات الحزب سناء محيدلي التي كانت تبلغ من العمر ستة عشر عاما والتي ارتكبت هجوما انتحاريا ضد نقطة تفتيش إسرائيلية في لبنان «سلفا لجميع شهيدات القضية الفلسطينية». يقول دييغو غامبيتا إنه لا يمكن اعتبارها منظمة إرهابية لأنها تعمل ضد أهداف عسكرية فقط وأنه ينبغي اعتبارها منظمة عصابات.

## الأداء الانتخابي بعد الحرب الأهلية
شارك الحزب في الانتخابات العامة في أعقاب الحرب الأهلية وفاز بالمقاعد التالية:
- 1992 - 6 مقاعد
- 1996 - 5 مقاعد
- 2000 - 4 مقاعد
- 2005 - مقعدان
- 2009 - مقعدان

## صراع 2008
خلال صراع عام 2008 في لبنان قتل ما لا يقل عن 14 شخصا في مدينة حلبا في قضاء عكار بشمال لبنان حيث هاجم حوالي 100 من مسلحي الحركة المؤيدين لتيار المستقبل مكتب الحزب السوري القومي الاجتماعي. كان 10 من القتلى من أعضاء الحزب السوري القومي الاجتماعي وثلاثة من الموالين للحكومة ومواطن أسترالي من أصل لبناني كان في إجازة في لبنان وكان يحاول الحصول على معلومات في مكاتب الحزب السوري القومي الاجتماعي حول الإجلاء من المدينة. الأسترالي فادي شيخ أب لأربعة وانقطعت يديه وقدميه.

## الأيديولوجية
إن إيديولوجية الحزب السوري القومي الاجتماعي هي خليط من القومية السورية والعلمانية والنقابوية.

## سياسيون بارزون
- أسعد حردان (أرثوذكسي يوناني)
- جورج عبد المسيح (سوري قومي اجتماعي)
- مروان فارس (كاثوليكي يوناني)
- علي قانصوه (مسلم شيعي)
- جبران عريجي (ماروني)
- محمود عبد الخالق (درزي)
- غسان الأشقر (ماروني)
- سليم سعادة (أرثوذكسي يوناني)
- توفيق مهنا (درزي)
- وليد العازار (أرثوذكسي يوناني)
- محمود الحسن (مسلم سني)
- جورج بورجي (أرثوذكسي يوناني)
- انطوان حتي (ماروني)
- حسام عصراوي (درزي)
- خليل خيرالله (أرثوذكسي يوناني)
- غسان مطر (ماروني)
- انطوان خليل (ماروني)
- فارس زيبيان (درزي)
- جوزيف علام (ماروني)
- حسن عزالدين (مسلم سني)
- عبد الناصر رعد (مسلم سني)
- زهير حكم (مسلم سني)
- إدوارد حداد (ماروني)
- فارس دبيان (درزي)
- أسعد الأشقر (ماروني)
- عبد الله سعاده (أرثوذكسي يوناني)
- إنعام رعد (كاثوليكي يوناني)
- الدكتور أنطوان أبو حيدر
- د. ميلاد السبعلي
- غسان جديد